# La Iguala
La Iguala (uit het Spaans: "De Gelijke") is een gemeente (gemeentecode 1309) in het departement Lempira in Honduras.

## Ligging
De hoofdplaats wordt ook La Iguala Centro genoemd. Het ligt aan twee rivieren, de Conchagual en de Masica. In de omgeving zijn veel hoge en steile bergen.
Het dorp is moeilijk te bereiken. Een route loopt langs de gemeenten San Rafael en La Unión, de andere langs Belén. De weg is bergachtig en van slechte kwaliteit. Vooral voor de tweede route is een auto met vierwielaandrijving nodig.

## Geschiedenis
Het dorp is gesticht door Lenca's. Het heette eerst Santiago de La Iguala ("Sint-Jan van La Iguala"). De naam La Iguala ("De Gelijke") is ontstaan omdat de rivieren Conchagual en Masica op deze plaats erg op elkaar lijken.

## Economie
Op de hooggelegen delen van de gemeente wordt vooral koffie verbouwd. Rondom het dorp worden maïs en bonen geteeld, en kleine hoeveelheden plataan en piña. Verder wordt er vee gehouden, het vlees en de melk zijn voor eigen consumptie.
In het dorp is elektriciteit aanwezig. Ook functioneert hier de mobiele telefonie. Het dorp wordt weinig door toeristen bezocht. Een bezienswaardigheid is de koloniale kerk.

## Bevolking
De bevolking is als volgt verdeeld:
| Vrouwen | 13.394 | 48,7% |
| Mannen  | 14.114 | 50,3% |

## Dorpen
De gemeente bestaat uit 26 dorpen (aldea), waarvan de grootste qua inwoneraantal: Los LLanos (code 130914) en San Isidro de Jacan (130924).

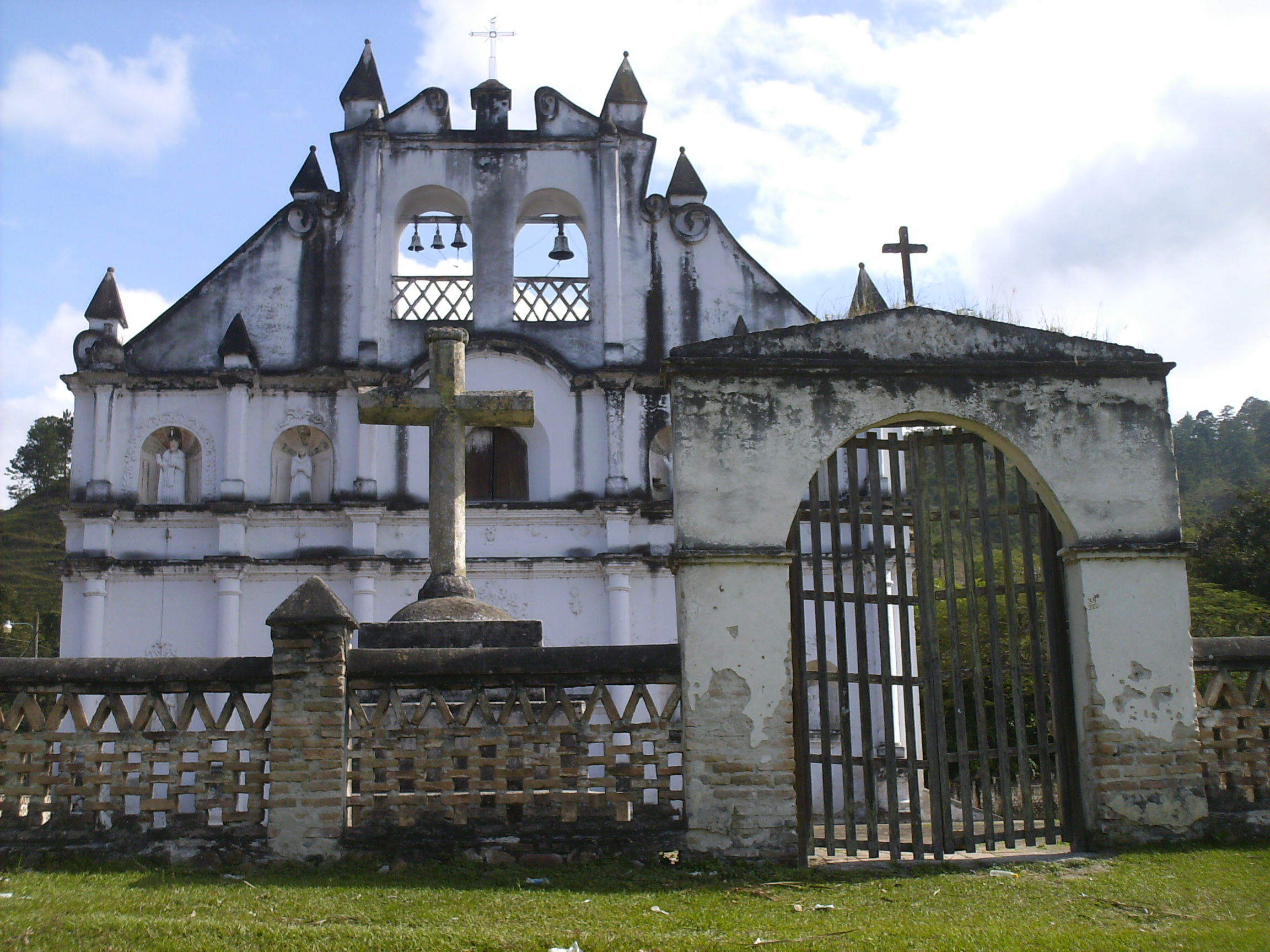
Koloniale kerk van La Iguala
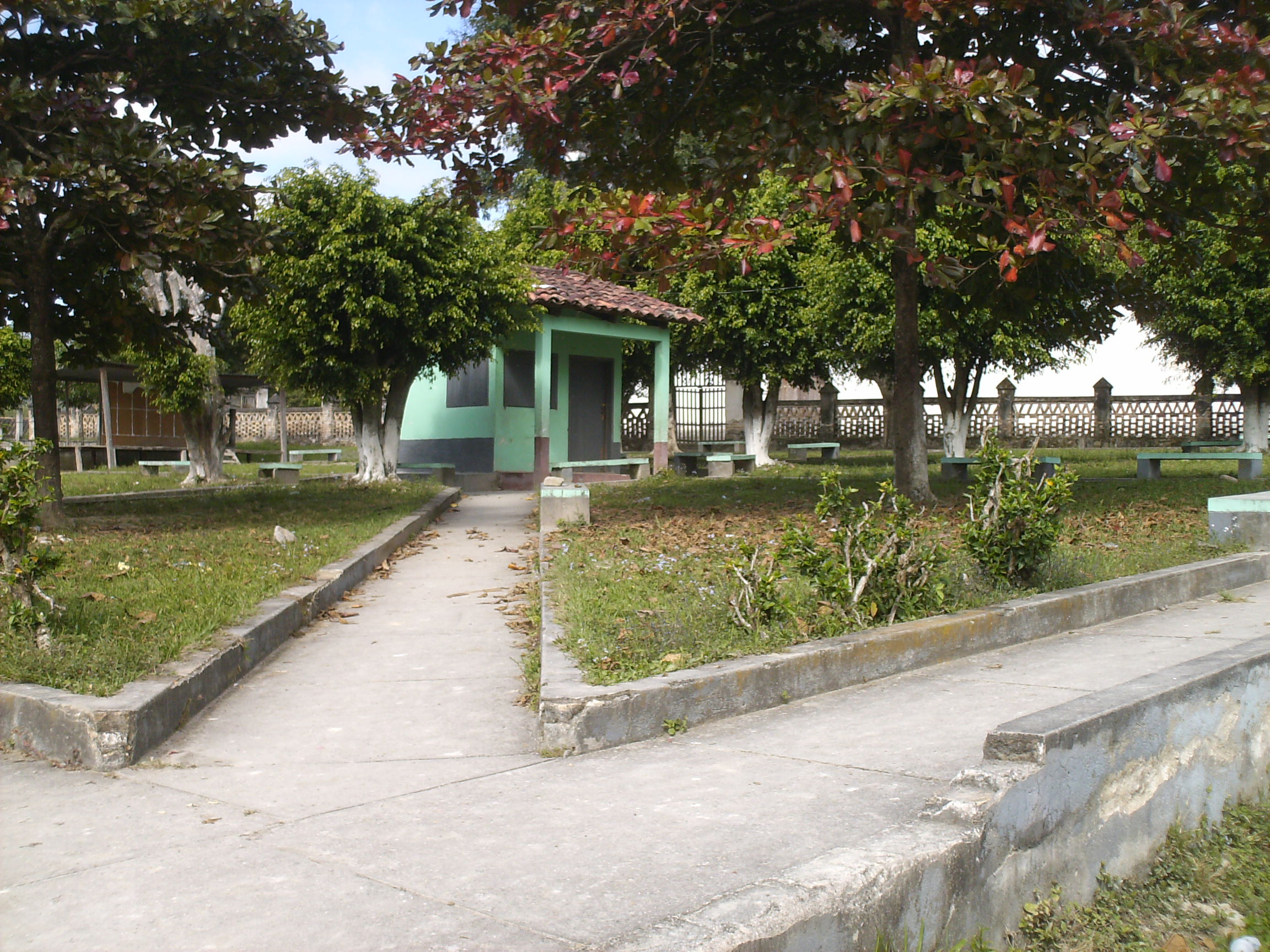
Centraal plein van La Iguala
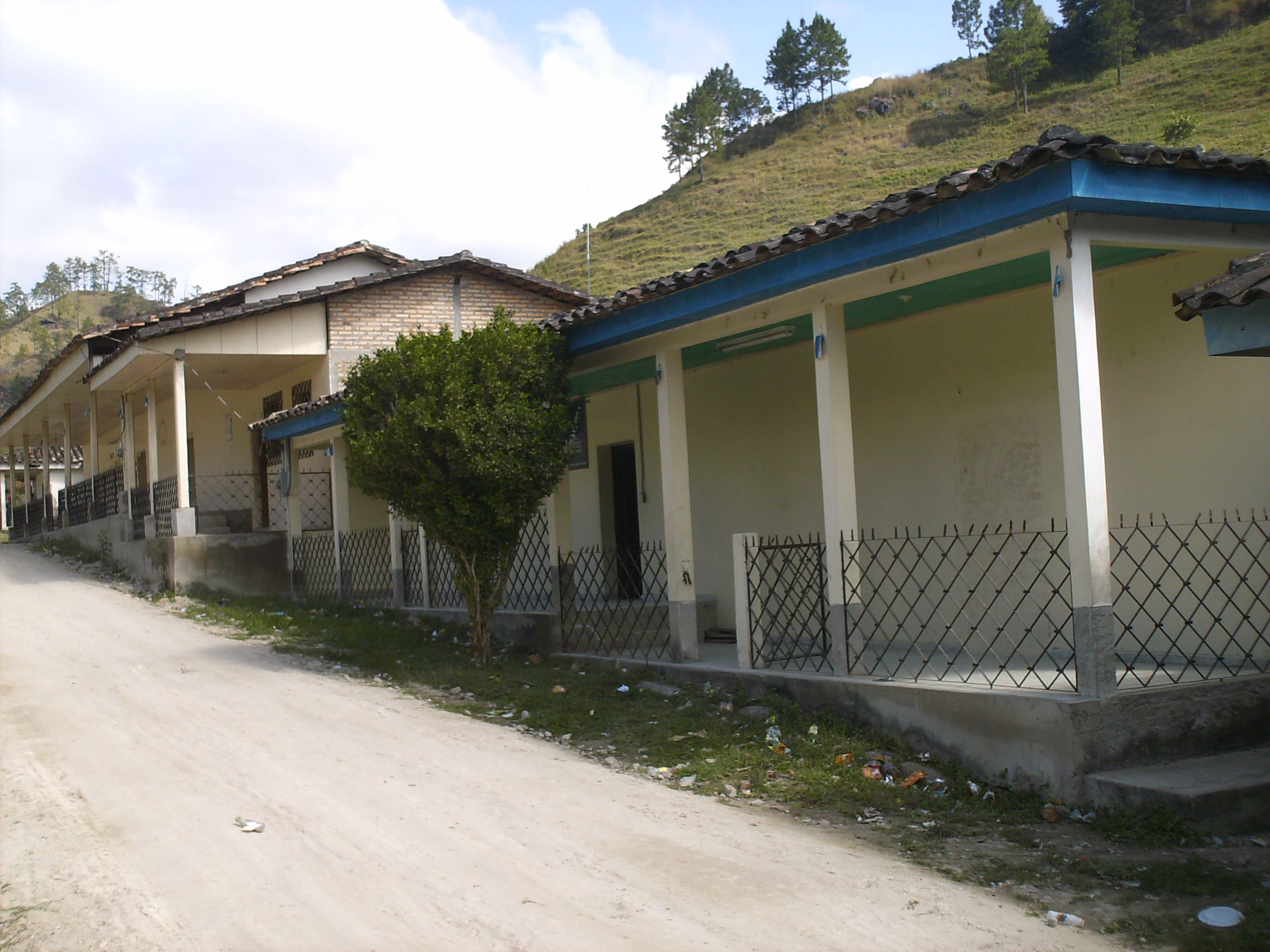
Burgemeesterskantoor en andere overheidsgebouwen
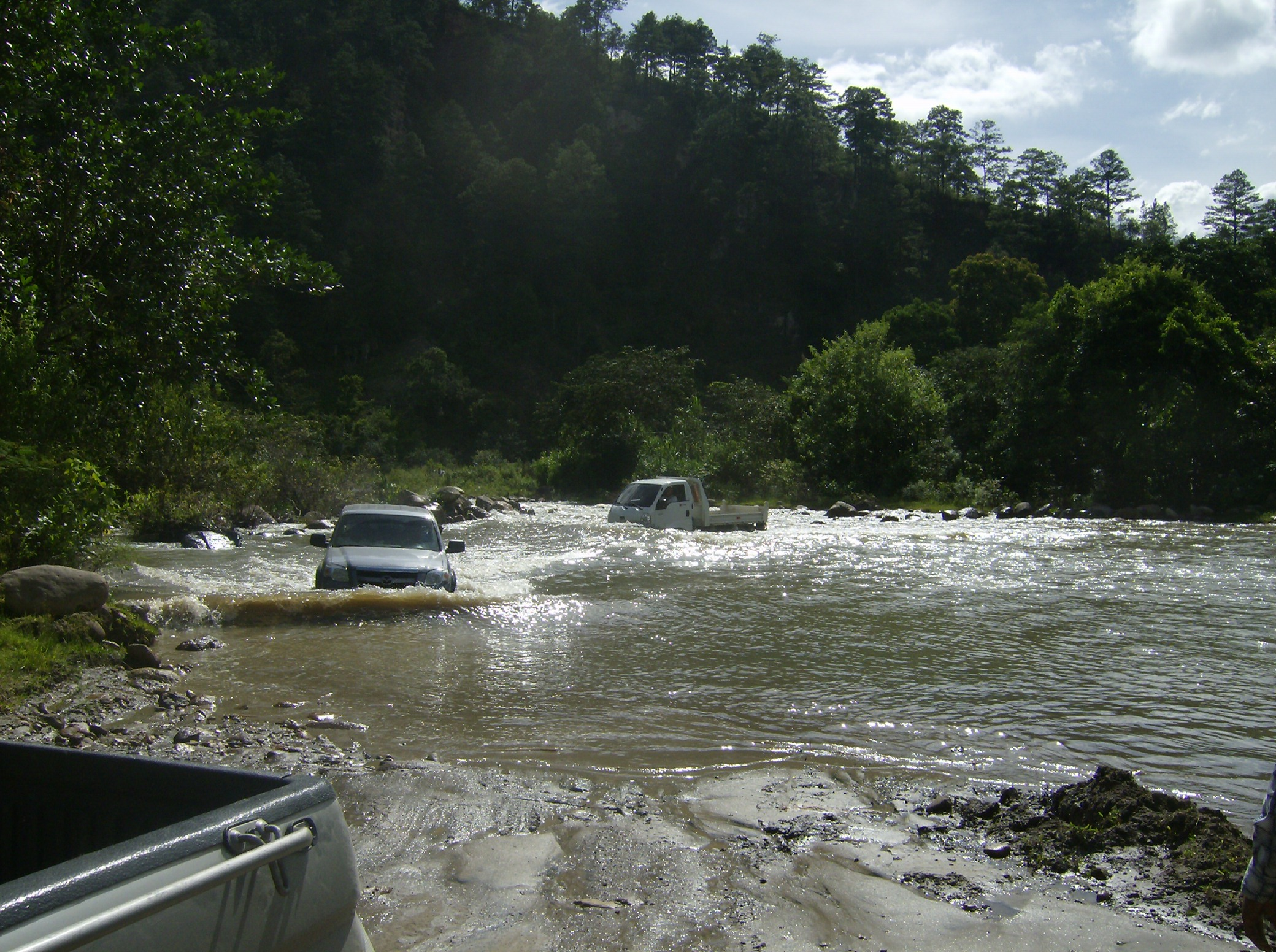
Oversteken van de Conchagual om La Iguala te bereiken